# Соміршо Вохідов
Соміршо Вохідов (нар. 7 червня 1987) — таджицький борець вільного стилю, срібний призер чемпіонату Азії.

## Спортивні результати на міжнародних змаганнях

### Виступи на Чемпіонатах світу
| Змагання                        | Збірна      | Вагова категорія          | Місце |
| ------------------------------- | ----------- | ------------------------- | ----- |
| Чемпіонат світу з боротьби 2011 | Таджикистан | вільна боротьба, до 66 кг | 15    |

### Виступи на Чемпіонатах Азії
| Змагання                       | Збірна      | Вагова категорія          | Місце  |
| ------------------------------ | ----------- | ------------------------- | ------ |
| Чемпіонат Азії з боротьби 2012 | Таджикистан | вільна боротьба, до 66 кг | 9      |
| Чемпіонат Азії з боротьби 2013 | Таджикистан | вільна боротьба, до 74 кг | 5      |
| Чемпіонат Азії з боротьби 2014 | Таджикистан | вільна боротьба, до 70 кг | Срібло |

### Виступи на Азійських іграх
| Змагання           | Збірна      | Вагова категорія          | Місце |
| ------------------ | ----------- | ------------------------- | ----- |
| Азійські ігри 2014 | Таджикистан | вільна боротьба, до 70 кг | 8     |

### Виступи на Універсіадах
| Змагання               | Збірна      | Вагова категорія          | Місце |
| ---------------------- | ----------- | ------------------------- | ----- |
| Літня Універсіада 2013 | Таджикистан | вільна боротьба, до 74 кг | 7     |

### Виступи на Чемпіонатах світу серед студентів
| Змагання                                        | Збірна      | Вагова категорія          | Місце  |
| ----------------------------------------------- | ----------- | ------------------------- | ------ |
| Чемпіонат світу з боротьби серед студентів 2010 | Таджикистан | вільна боротьба, до 66 кг | Бронза |
| Чемпіонат світу з боротьби серед студентів 2012 | Таджикистан | вільна боротьба, до 74 кг | 7      |

### Виступи на інших змаганнях
| Змагання                                                      | Збірна      | Вагова категорія          | Місце |
| ------------------------------------------------------------- | ----------- | ------------------------- | ----- |
| Кубок Імамалі Хабібі і Абдоллаха Мохамеда 2010                | Таджикистан | вільна боротьба, до 74 кг | 11    |
| Олімпійський кваліфікаційний турнір з боротьби 2012 (Тайюань) | Таджикистан | вільна боротьба, до 66 кг | 15    |
| Турнір Яшара Догу 2014                                        | Таджикистан | вільна боротьба, до 70 кг | 5     |